# Mette Knudsen (Regisseurin)
Mette Louise Knudsen (* 2. Oktober 1943 in Kopenhagen) ist eine dänische Redakteurin, Kamerafrau, Filmregisseurin und Drehbuchautorin. Viele ihrer Dokumentarfilme beschreiben die Situation von Frauen im 20. und 21. Jahrhundert. 

## Leben
Mette Knudsen ist die Tochter von Niels Knudsen (1918–1992) und Elise Nørgård (* 1914).
Sie legte 1962 das Abitur ab und machte eine Ausbildung zur Journalistin. In Paris arbeitete sie einige Jahre für die Dänische Botschaft und jobbte als Mannequin für Modehäuser. Nach ihrer Rückkehr nach Dänemark war sie für das Dänische Filminstitut (Det Danske Filminstitut) tätig. Sie studierte Französisch und Filmwissenschaften an der Universität Kopenhagen und schloss als M.A. ab. Für den Film Kære Irene (1971) schrieb sie zusammen mit Christian Braad Thomsen das Drehbuch und übernahm die Titelrolle. 1973 war sie zusammen mit Brad Thomsen und Jan Aghed Redakteurin der Anthologie Politisk filmkunst. Als Redakteurin arbeitete sie von 1973 bis 1975 bei der sozialistischen Zeitschrift Politisk Revy. Für den Film Ta’ det som en mand, frue (1975, Nehmen Sie es wie ein Mann, Madame!) schloss sie sich mit Elisabeth Rygård und Li Vilstrup zum Kollektiv „Rote Schwester“ (Røde Søster) zusammen. Von 1975 bis 1978 war sie Filmberaterin bei Danmarks Radio. Dort wurde sie entlassen, weil sie sich dafür einsetzte, ein realistischeres Frauenbild zu vermitteln als im Fernsehen üblich. 1982 wurde ihr Sohn geboren; Folge daraus war der Kurzfilm Lasse Lasse lille (1993), in dem sie die Probleme berufstätiger alleinerziehender Frauen beleuchtet. In Statens Filmcentral war sie von 1986 bis 1990 Programmdirektorin.

## Filmografie (Auswahl)
- 1971: Kære Irene (Drehbuch, Hauptrolle)
- 1975: Nehmen Sie es wie ein Mann, Madame! (Ta' det som en mand, frue, Drehbuch, Regie)
- 1985: Rødstrømper (Dokumentarfilm)
- 1997: Skat det er din tur (Drehbuch, Regie)
- 2001: Grevindens døtre (Dokumentarfilm, Drehbuch, Regie)
- 2002: Afrika i Aalborg (Dokumentarfilm, Drehbuch, Regie, Ton)
- 2006: Den hemmelige smerte (Dokumentarfilm, Regie)